# Билал Табти
Билал Табти (фр. Bilal Tabti; 7. јун 1993) алжирски је атлетичар, специјалиста за трчање са препрекама.

## Спортска биграфија
Од 2010. учесник је многих великих такмичења, а најзначаје резултате је постигао на Олимписким играма младих 2010. у Сингапуру, где је био 4. Светском првенству за јуниоре 2012. 5. на Светском првенству у Пекингу 2015., у финалу заузео 13. место и прво учешће на Олимпијским играма 2016. у Рију.

## Значајнији резултати
| Година            | Такмичење                   | Место                        | Пласман           | Дисциплина        | Резултат          | Детаљи            |
| Представљао Алжир | Представљао Алжир           | Представљао Алжир            | Представљао Алжир | Представљао Алжир | Представљао Алжир | Представљао Алжир |
| ----------------- | --------------------------- | ---------------------------- | ----------------- | ----------------- | ----------------- | ----------------- |
| 2010.             | Олимпијске игре младих      | Сингапур                     | 4.                | 2.000 м препреке  | 5:44,34           |                   |
| 2012.             | Светско јуниорско првенство | Барселона, Шпанија           | 5.                | 3.000 м препреке  | 8:32,08           |                   |
| 2015.             | Светско првенство           | Пекинг, Кина                 | 13.               | 3.000 м препреке  | 8:29,04           |                   |
| 2015.             | Афричке игре                | Бразавил, Конго              | 10.               | 3.000 м препреке  | 8:41,48           |                   |
| 2016.             | Олимпијске игре             | Рио де Женеиро, Бразил       | 30.               | 3.000 м препреке  | 8:38,87           |                   |
| 2017.             | Светско првенство           | Лондон, Уједињено Краљевство | 9.                | 3.000 м препреке  | 8:23,281          |                   |
| 2019.             | Афричке игре                | Рабат, Мароко                | 10.               | 3.000 м препреке  | 8:45,59           |                   |
| 2019.             | Светско првенство           | Доха, Катар                  | 34.               | 3.000 м препреке  | 8:35,15           |                   |
| 2022.             | Медитеранске игре           | Оран, Алжир                  |                   | 3.000 м препреке  | 8:22,79           |                   |
| 2022.             | Светско првенство           | Јуџин, САД                   | 34.               | 3.000 м препреке  | 8:38,45           |                   |

1 Дисквалификован у финалу. Резултат и освојено место приказани су из квалификација.

## Лични рекорди
Стање 5. септембар 2016.
| Дисциплина       | Време        | Место        | Датум            | Белешка      |
| на отвореном     | на отвореном | на отвореном | на отвореном     | на отвореном |
| ---------------- | ------------ | ------------ | ---------------- | ------------ |
| 1.500 м          | 3:39,93      | Амјен        | 21. јун 2014.    |              |
| 2.000 м препреке | 5:44,34      | Сингапур     | 23. август 2010. |              |
| 3.000 м препреке | 8:20,26      | Рим          | 2. јун 2016.     |              |

## Rеференце
1. ↑  Профил на сајту ИААФ